# FusionForge
FusionForge ist eine Softwareentwicklungsplattform und Projektmanagement-Software. FusionForge erlaubt es unter anderem, Projekte zu hosten, Versionsverwaltung durchzuführen (mit Bazaar, CVS, Darcs, Git, Subversion und/oder Mercurial) sowie Bugtracker und Mailinglisten zu erstellen.

## Geschichte und Verwandtschaft
FusionForge ist freie Software und ein Fork von GForge, einer webbasierten Projektmanagement- und Kollaborations-Software. Diese wurde ursprünglich für den Einsatz auf der SourceForge.net-Plattform erstellt. FusionForge steht unter der GNU General Public License und ist eine aus dem GForge-Projekt hervorgegangene Abspaltung. Die Abspaltung erfolgte im Februar 2009, als einige GForge-Entwickler die Entwicklung des alten Open-Source-Quellcodes von GForge unter dem neuen Namen FusionForge fortsetzten, nachdem die GForge Group ihren Fokus auf den proprietären GForge Advanced Server legten.
Bis zur Version 3 war SourceForge als freie Software verfügbar, wird nun aber kommerziell und proprietär vertrieben. Zusätzlich entwickelt ein SourceForge-Programmierer die Software auch unter dem Namen GForge als Open-Source-Projekt weiter. Unter dem Namen GForge AS entstand eine weitere proprietäre Software. Um Verwirrung um den Namen zu umgehen, wird die freie Version des ursprünglichen GForge als FusionForge weitergeführt.

## Belege
1. ↑  FusionForge 6.1 Final Release Public! Abgerufen am 12. März 2019.
2. ↑  GForge is now FusionForge. Archiviert vom Original am 2. November 2012; abgerufen am 5. Oktober 2011.  Info: Der Archivlink wurde automatisch eingesetzt und noch nicht geprüft. Bitte prüfe Original- und Archivlink gemäß Anleitung und entferne dann diesen Hinweis.